# Didier Pitre
Temple de la renommée : 1962
Joseph George Didier Pitre, dit Cannonball, né le 1er septembre 1883 à Salaberry-de-Valleyfield (Québec, Canada) et mort le 29 juillet 1934 à Sault Sainte-Marie (Michigan, États-Unis), est un ailier droit québécois professionnel de hockey sur glace ayant essentiellement joué pour les Canadiens de Montréal dans l'Association nationale de hockey (ANH) et dans la Ligue nationale de hockey (LNH),.

## Biographie

### Avec le National de Montréal
Didier Pitre commence sa carrière avec le National de Montréal en 1904 lors de la première saison de la Ligue fédérale amateur de hockey (également désignée par le sigle de son nom anglais : FAHL pour Federal Amateur Hockey League). Le National joue au cours de cette saison six rencontres et Pitre participe à deux d'entre elles et inscrit un but ; il joue aux côtés de Jean-Baptiste Laviolette. Lors de la saison suivante, le National rejoint les rangs de la Canadian Amateur Hockey League et Pitre participe à deux nouvelles rencontres dans la nouvelle ligue.
Entre-temps, Laviolette a quitté le National pour rejoindre les circuits professionnels de la Ligue internationale de hockey et l'équipe des Michigan Soo Indians. Il parle à Pitre de la LIH et le convainc de quitter le Québec pour rejoindre les États-Unis. Les deux joueurs sont censés se retrouver Gare Windsor mais Pitre est retenu par les propriétaires du National qui l'empêchent de rejoindre Laviolette à la gare. Finalement, ce dernier parvient à retrouver son ami, lui fait signer un contrat et les deux joueurs se cachent près de la gare pour pouvoir prendre un train rapidement sans croiser les directeurs du National.

### Dans la LIH
Pitre rejoint donc la LIH pour la saison 1904-1905 et fait parler de lui dès sa première saison en terminant avec onze buts, parmi les trois premiers de la ligue. En 1905-1906, il inscrit quarante-et-un buts lors des vingt-deux rencontres qu'il joue avec les Indians, le plus haut total de la ligue cette année-là. C'est au cours de ces années qu'il gagne son surnom de Cannonball en rapport avec son tir puissant. Il est nommé dans la première équipe d'étoiles de la ligue, performance qu'il reconduit lors de la saison suivante avec cette fois vingt-cinq buts à son compteur. Après cette saison, les équipes canadiennes décident de se mettre au professionnalisme afin de stopper l'exode de leurs meilleurs joueurs pour les États-Unis. La LIH ne parvient pas à conserver ses éléments alors que les ligues professionnelles se créent un peu partout. Pitre et Laviolette retournent jouer à Montréal et leur choix se porte sur la formation des Shamrocks de Montréal de l'Eastern Canada Amateur Hockey Association. Au cours de la saison, Pitre joue quelques rencontres avec le Club de hockey d'Edmonton dans la ligue de hockey de la ville d'Edmonton puis au cours de la saison 1908-1909, il joue également avec Edmonton mais fait également son retour dans la Ligue fédérale amateur de hockey en jouant pour les Creamery Kings de Renfrew ; il participe à cinq des rencontres de son équipe qui termine à la première place du classement avec six victoires en autant de matchs.

### Avec les Canadiens de Montréal
Après avoir signé un contrat pour la saison 1909-1910 avec le National de Montréal, Pitre est convaincu par Jean-Baptiste Laviolette de signer un contrat plus payant avec les Canadiens de Montréal pour cette même saison ; les Canadiens lui offrent même de payer l'amende pour rupture de contrat avec le National, le cas échéant.
Le 16 décembre, le National obtient une injonction obligeant Pitre à respecter son contrat. L'injonction est ignorée. Le National a recours à la Cour supérieure et, le 4 janvier, à la veille du premier match des Canadiens, obtient une injonction interlocutoire interdisant Pitre à jouer pour les Canadiens. Mais une décision de la Cour d'appel lui permet finalement de jouer. Le 25 février, la Cour d'appel statue que la Cour supérieure n'avait pas le pouvoir d'accorder son injonction dans ces circonstances. Les Canadiens pourront donc bénéficier des services de Pitre.
Lors de la saison inaugurale 1909-1910 des Canadiens de Montréal, Pitre joint ce club en tant que défenseur. L'année suivante, il est affecté à l'aile droite.
Pitre établit quelques premières des Canadiens avec qui il jouera l'essentiel de sa carrière. Il marque le but gagnant de la première victoire du club le 7 février, la première victoire de l'histoire de l'équipe de Montréal, et son but en prolongation le 11 mars lui permet de revendiquer le premier tour du chapeau des défenseurs des Canadiens.  À sa première partie en joueur d'avant, il devient le premier joueur des Canadiens à marquer cinq buts dans une partie.
Pitre est un élément clé lors de la toute première victoire de la Coupe Stanley des Canadiens en 1916. Il est à ce moment l'un des membres de la formation originale de 1909-1910 avec Jean-Baptiste Laviolette, Édouard Lalonde, et George Poulin. Seul Laviolette a participé à toutes les saisons des Canadiens depuis la création du club.
Il est réputé avoir un tir du poignet dévastateur, si bien que le gardien Percy LeSueur des Sénateurs d'Ottawa demande à la Ligue l'autorisation de porter un masque. Il est aussi réputé être un des plus rapides patineurs des ligues majeures avec Frederick « Cyclone » Taylor.

### Autre
Pitre a aussi joué pour les Millionnaires de Vancouver dans l'Association de hockey de la Côte du Pacifique.
Il est mort le 29 juillet 1934 à la suite d'une indigestion aiguë.
Il est inhumé au Riverside Cemetery de Sault Ste. Marie dans le Michigan aux États-Unis.
Il est intronisé au Temple de la renommée du hockey en 1962.

## Matchs multipoints
- 7 février 1911 : 5 buts contre les Wanderers de Montréal (Mtl 9-4 Wan)
- 10 janvier 1912 : 4 buts contre les Wanderers
- 27 janvier 1912 : 4 buts contre Bulldogs de Québec
- 18 janvier 1913 : 4 buts contre Sénateurs d'Ottawa
- 30 décembre 1914 : 4 buts contre Bulldogs de Québec (Qc 8-7 Mtl)
- 23 janvier 1915 : 5 buts contre Wanderers (Mtl 7-2 Wan)

## Parenté dans le sport
Il est l'oncle du joueur de hockey professionnel Vic Desjardins.

## Statistiques
| Saison    | Équipe                     | Ligue         |    | Saison régulière | Saison régulière | Saison régulière | Saison régulière | Saison régulière |   | Séries éliminatoires | Séries éliminatoires | Séries éliminatoires | Séries éliminatoires | Séries éliminatoires |
| Saison    | Équipe                     | Ligue         | PJ | B                | A                | Pts              | Pun              | PJ               | B | A                    | Pts                  | Pun                  |                      |                      |
| 1904      | National de Montréal       | FAHL          | 2  | 1                | 0                | 1                | 0                |                  |   |                      |                      |                      |                      |                      |
| 1905      | National de Montréal       | CLAH          | 2  | 0                | 0                | 0                | 0                |                  |   |                      |                      |                      |                      |                      |
| 1904-1905 | Soo Indians du Michigan    | LIH           | 13 | 11               | 0                | 11               | 6                |                  |   |                      |                      |                      |                      |                      |
| 1905-1906 | Soo Indians du Michigan    | LIH           | 22 | 41               | 0                | 41               | 29               |                  |   |                      |                      |                      |                      |                      |
| 1906-1907 | Soo Indians du Michigan    | LIH           | 23 | 25               | 11               | 36               | 28               |                  |   |                      |                      |                      |                      |                      |
| 1907-1908 | Shamrocks de Montréal      | ECAHA         | 10 | 3                | 0                | 3                | 15               |                  |   |                      |                      |                      |                      |                      |
| 1907-1908 | Club de hockey d'Edmonton  | E. Sr. HL     | 3  | 3                | 0                | 3                | 0                |                  |   |                      |                      |                      |                      |                      |
| 1908-1909 | Club de hockey d'Edmonton  | Coupe Stanley |    |                  |                  |                  |                  | 2                | 0 | 0                    | 0                    | 11                   |                      |                      |
| 1909      | Creamery Kings de Renfrew  | FHL           | 5  | 5                | 0                | 5                | 16               |                  |   |                      |                      |                      |                      |                      |
| 1910      | Canadiens de Montréal      | ANH           | 1  | 0                | 0                | 0                | 6                |                  |   |                      |                      |                      |                      |                      |
| 1910      | Canadiens de Montréal      | ANH           | 12 | 11               | 0                | 11               | 5                |                  |   |                      |                      |                      |                      |                      |
| 1910-1911 | Canadiens de Montréal      | ANH           | 16 | 19               | 0                | 19               | 22               |                  |   |                      |                      |                      |                      |                      |
| 1911-1912 | Canadiens de Montréal      | ANH           | 18 | 27               | 0                | 27               | 40               |                  |   |                      |                      |                      |                      |                      |
| 1912-1913 | Canadiens de Montréal      | ANH           | 17 | 24               | 0                | 24               | 80               |                  |   |                      |                      |                      |                      |                      |
| 1913-1914 | Millionnaires de Vancouver | PCHA          | 15 | 14               | 2                | 16               | 12               |                  |   |                      |                      |                      |                      |                      |
| 1914-1915 | Canadiens de Montréal      | ANH           | 20 | 30               | 4                | 34               | 15               |                  |   |                      |                      |                      |                      |                      |
| 1915-1916 | Canadiens de Montréal      | ANH           | 24 | 24               | 15               | 39               | 42               |                  |   |                      |                      |                      |                      |                      |
| 1915-1916 | Canadiens de Montréal      | Coupe Stanley |    |                  |                  |                  |                  | 5                | 4 | 0                    | 4                    | 18                   |                      |                      |
| 1916-1917 | Canadiens de Montréal      | ANH           | 21 | 21               | 6                | 27               | 50               | 2                | 2 | 2                    | 4                    | 32                   |                      |                      |
| 1916-1917 | Canadiens de Montréal      | Coupe Stanley |    |                  |                  |                  |                  | 4                | 5 | 0                    | 5                    | 6                    |                      |                      |
| 1917-1918 | Canadiens de Montréal      | LNH           | 20 | 17               | 6                | 23               | 29               | 2                | 0 | 1                    | 1                    | 13                   |                      |                      |
| 1918-1919 | Canadiens de Montréal      | LNH           | 17 | 14               | 5                | 19               | 12               | 5                | 2 | 3                    | 5                    | 3                    |                      |                      |
| 1918-1919 | Canadiens de Montréal      | Coupe Stanley |    |                  |                  |                  |                  | 5                | 0 | 3                    | 3                    | 0                    |                      |                      |
| 1919-1920 | Canadiens de Montréal      | LNH           | 22 | 14               | 12               | 26               | 6                |                  |   |                      |                      |                      |                      |                      |
| 1920-1921 | Canadiens de Montréal      | LNH           | 23 | 16               | 5                | 21               | 25               |                  |   |                      |                      |                      |                      |                      |
| 1921-1922 | Canadiens de Montréal      | LNH           | 23 | 2                | 4                | 6                | 12               |                  |   |                      |                      |                      |                      |                      |
| 1922-1923 | Canadiens de Montréal      | LNH           | 22 | 1                | 2                | 3                | 0                | 2                | 0 | 0                    | 0                    | 0                    |                      |                      |

### Site historique des Canadiens de Montréal
Description, photos, faits saillants, biographie et plus sur le site historique des Canadiens, Notre Histoire.
1. ↑  La première victoire
2. ↑  Saison 1909-1910